# Andexanet alfa
Andexanet alfa (nome commerciale AndexXa negli Stati Uniti e Ondexxya in Europa) è un farmaco antidoto per gli inibitori del fattore Xa, un gruppo di anticoagulanti che includono: rivaroxaban, apixaban e edoxaban appartenenti ai nuovi anticoagulanti orali (NAO). È stato sviluppato inizialmente da Portola Pharmaceuticals e, successivamente, da Alexion Pharmaceutical, Inc. Ha ottenuto l'approvazione da parte della FDA nel maggio 2018, da EMA nell'aprile 2019 e da AIFA a luglio 2019.
È un agente biologico, derivato ricombinante modificato del fattore Xa (FXa). Agisce legando l'inibitore del FXa con affinità di legame pari a quella tra l'inibitore del FXa ed il FXa nativo. Attualmente il suo uso è approvato per l'inversione dell'effetto anticoagulante di apixaban e rivaroxaban.
In pratica è una sorta di fattore Xa ricreato in laboratorio, ‘modificato’ attraverso l’inserimento di una mutazione nel suo sito catalitico che di fatto ne abolisce l’attività anticoagulante. Questo fa sì che gli inibitori del fattore Xa leghino con forte affinità queste molecole ‘esca’ e questo neutralizza la loro attività anticoagulante. Andexanet ha la capacità di legare sia gli inibitori del fattore Xa diretti (rivaroxaban, apixaban, edoxaban) che gli inibitori del fattore Xa che agiscono attraverso l’antitrombina (eparine a basso peso molecolare e fondaparinux).